# Desmanthus balsensis
Desmanthus balsensis là một loài thực vật có hoa trong họ Đậu. Loài này được J.L.Contr. miêu tả khoa học đầu tiên.